# Які (річка)
Які (ісп. Río Yaqui) — річка на північному заході Мексики, в штаті Сонора.
Бере початок в передгір'ях Західної Сьєрра-Мадре від злиття річок Бавіспе і Папігочі (ісп. Papigochi), довжина — 320 км. Річка Які перетинає штат з півночі на південь і впадає в Каліфорнійську затоку недалеко від міста Сьюдад-Обрегон.
На річці побудовано кілька гідроелектростанцій, що мають значні водосховища, такі як Ель-Новілло. Місцеве населення інтенсивно використовує води річки для зрошення сільськогосподарських угідь[джерело?].
Місце проживання гостромордого крокодила. Річка — одне із найпівнічніших природних середовищ існування цього виду[джерело?].